# 73936 Takeyamamoto
73936 Takeyamamoto este un asteroid din centura principală de asteroizi.

## Descriere
73936 Takeyamamoto este un asteroid din centura principală de asteroizi. A fost descoperit pe 24 septembrie 1997 la Moriyama de Yasukazu Ikari. Asteroidul prezintă o orbită caracterizată de o semiaxă mare de 3,18 ua, o excentricitate de 0,20 și o înclinație de 9,6° în raport cu ecliptica.